# Kanie Iławeckie
Kanie Iławeckie (Duits: Salwarschienen) is een plaats in het Poolse district  Bartoszycki, woiwodschap Ermland-Mazurië. De plaats maakt deel uit van de gemeente Górowo Iławeckie en telt 70 inwoners.